# Windpark Noordoostpolder
Der Windpark Noordoostpolder in den Niederlanden besteht aus mehreren Teilprojekten. Insgesamt wurden 86 Windkraftanlagen errichtet, wobei 38 Anlagen an Land stehen und 48 weitere vor dem Deich (nearshore). Die vollständige Inbetriebnahme fand im Juni 2017 statt.
Das Gesamtprojekt ist mit einer Leistung von ca. 432 MW einer der größten Windparks in den Niederlanden. Vor Ort herrschen sehr hohe Windgeschwindigkeiten von über 9 m/s im Jahresmittel. Die pro Jahr erwartete Stromerzeugung, das sog. Regelarbeitsvermögen, beträgt ca. 1,4 Mrd. kWh, was nach Betreiberangaben dem Stromverbrauch von mehr als 400.000 niederländischen Haushalten entspricht.

## Allgemeines
Rechtlich gesehen handelt es sich um drei verschiedene Windparks, die von unterschiedlichen Gesellschaften betrieben werden. Die Geschichte der Near-Shore-Anlagen reicht bis ins Jahr 1996 zurück, als das Unternehmen Westermeerwind von zwei Landwirten mit dem Ziel gegründet wurde, einen Offshore-Windpark im IJsselmeer zu errichten. Onshore wurde die Windenergie in der Gemeinde Noordoostpolder hingegen bereits seit den späten 1980er Jahren genutzt. Insgesamt befinden sich 50 ältere Anlagen mit zusammen 15 MW vor Ort, die zwischen 1987 und 1991 errichtet wurden und nach Fertigstellung der neuen Anlagen abgebaut werden. Im Jahr 2010 wurde bekannt gegeben, dass Enercon den Auftrag zum Bau von 38 Anlagen des Typs E-126 mit jeweils 7,5 MW Nennleistung erhalten wird. 2014 erhielt schließlich Siemens Windenergie den Auftrag zum Bau der Near-Shore-Anlagen.

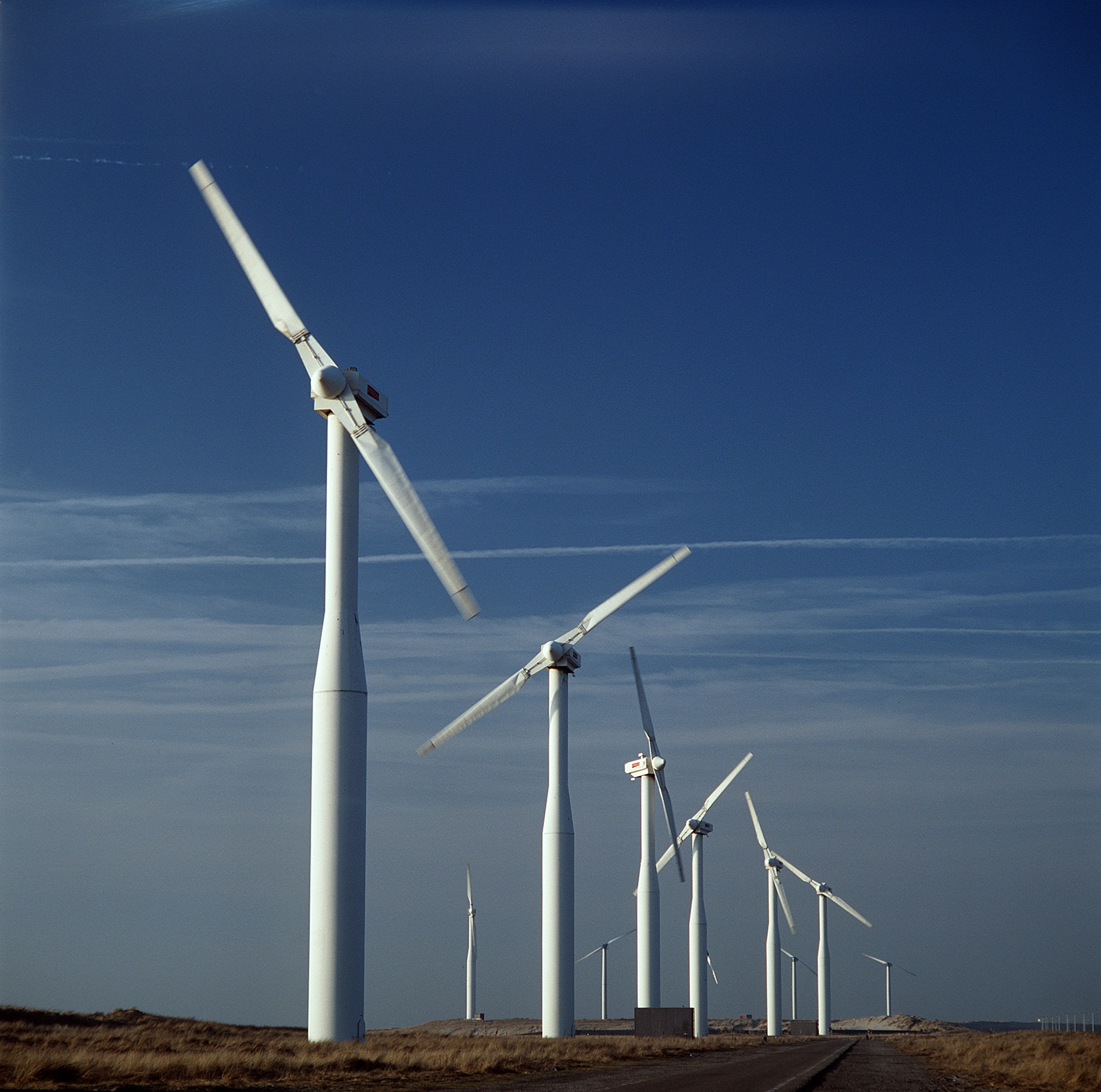
Windpark Noordoostpolder im Jahr 2004

Nach Fertigstellung der Anlagen hatten Anwohner der anliegenden Gemeinden Noordoostpolder, Urk und Lemsterland die Möglichkeit, Anteile an dem Projekt in Form eines Bürgerwindparks zu erwerben. Laut Angaben der Betreiber wurden mit dem Projekt 100 dauerhafte Arbeitsplätze geschaffen, während des Baus selbst etwa 300 Arbeitsplätze. Die Investitionssumme für das Gesamtprojekt wird mit ca. einer Mrd. Euro angegeben.

## Teilflächen

### Westermeerwind

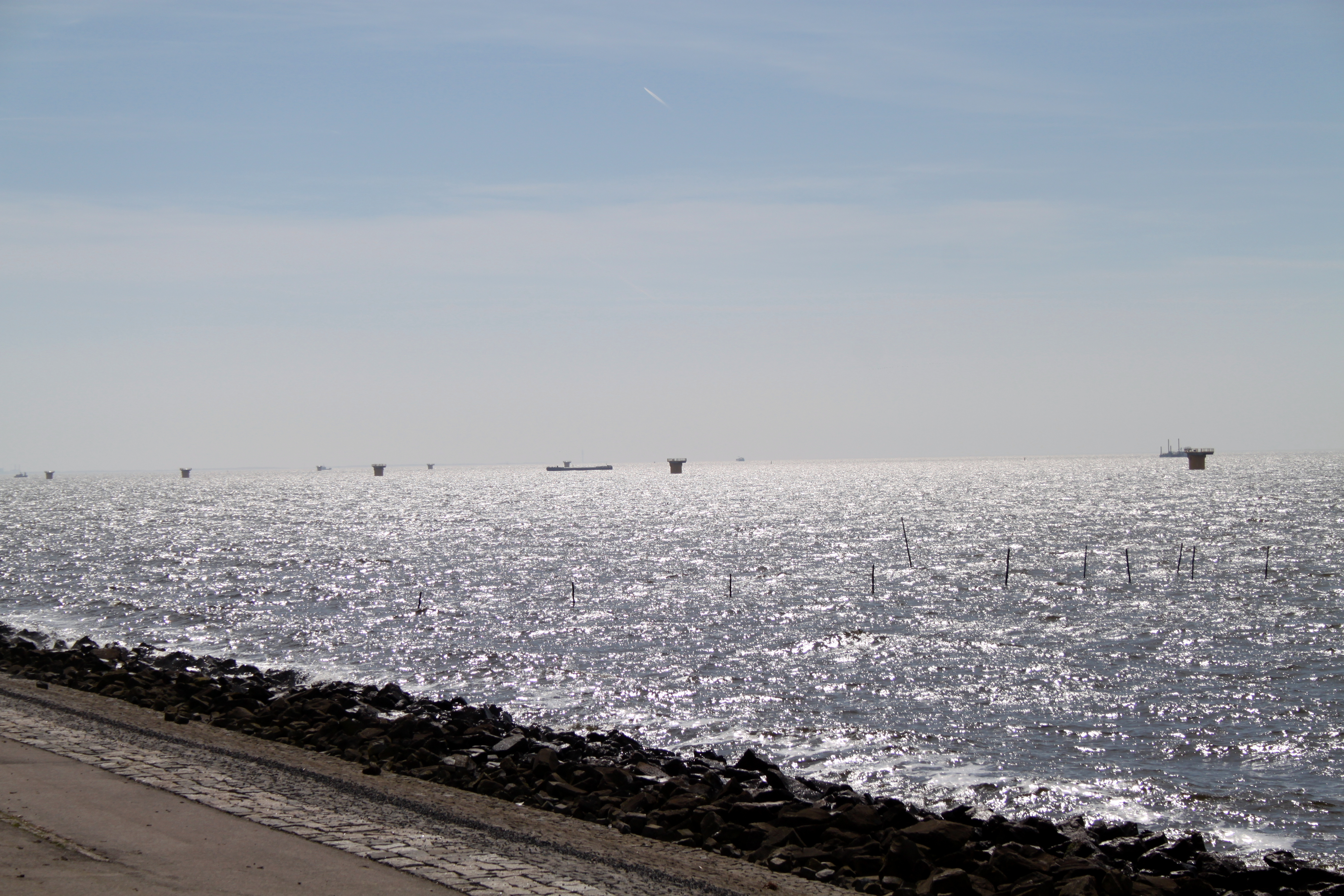
Fundamente der noch in Bau befindlichen Anlagen im Jahr 2015

Das Projekt Westermeerwind wurde von dem gleichnamigen Unternehmen vorangetrieben. Bei dem Windpark handelt es sich um einen Near-Shore-Windpark vor den Küsten der Gemeinde Noordoostpolder. Insgesamt sind 48 getriebelose Windkraftanlagen des Typs Siemens SWT-3.0-108 mit einer Nennleistung von je 3 MW und einem Rotordurchmesser von 108 Metern in Wassertiefen von 3 bis 7 Metern errichtet worden. Die Nabenhöhe der Anlagen beträgt 79,5 Meter, als Gründungsstruktur werden Monopiles verwendet, auf ein Transition Piece zwischen Monopile und Turm wurde hingegen verzichtet. Vor dem Westermeerdeich kommen zwei Reihen von Anlagen zum Einsatz, die in 500 bzw. 1100 Meter vor der Küste gebaut werden, vor dem Noordermeerdeich eine Reihe von Anlagen. Die Gesamtnennleistung aller Anlagen beträgt 144 MW, das Regelarbeitsvermögen wird mit ca. 537 GWh pro Jahr angegeben.
Aufgrund der Küstennähe wird keine Umspannplattform verwendet, die Einspeisung ins Stromnetz erfolgt stattdessen mittels sechs verschiedener Exportkabel, die mit 33 kV betrieben werden, in ein an Land befindliches Umspannwerk. Um Schäden durch Fischernetze und Anker von Schiffen zu vermeiden, wurden die Kabel jeweils ca. 2½ Meter tief in den Seeboden eingespült.
Das Projekt, das im Juli 2014 an Siemens vergeben wurde, wurde schlüsselfertig errichtet, zudem wurde ein Wartungsvertrag über 15 Jahre abgeschlossen. Mit den Offshore-Bauarbeiten wurde im März 2015 begonnen, Ende Mai waren alle Fundamente installiert. Im November 2015 begann die erste Turbine mit der Stromproduktion. Ende Februar 2016 wurde die letzte Turbine installiert. Ende März 2016 erreichte der Windpark erstmals seine volle Nennleistung in Höhe von 144 MW. Die offizielle Inbetriebnahme des Windparks erfolgte nach Abschluss des Probebetriebs im Juni 2016 durch den niederländischen Wirtschaftsminister Henk Kamp.

### NOP Agrowind

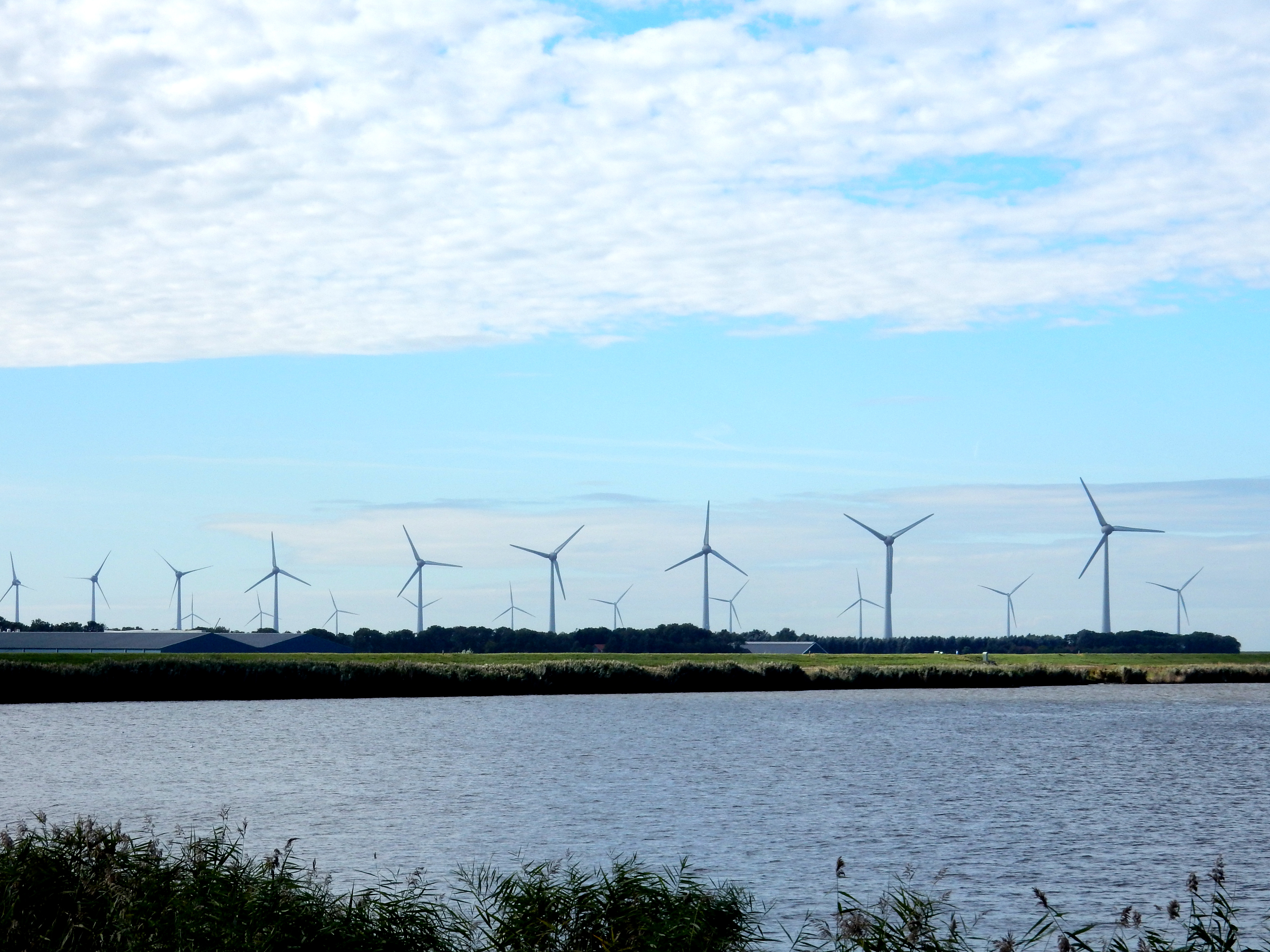
Teilfläche des Windparks von NOP Agrowind und Westermeerwind

Der größte Teil des Onshore-Windparks wird von NOP Agrowind betrieben. Es kommen insgesamt 26 Windkraftanlagen des Typs Enercon E-126 zum Einsatz, die bei einem Rotordurchmesser von 127 Metern über eine Nennleistung von jeweils rund 7,5 MW verfügen. Bei den Anlagen handelte es sich bis zur Errichtung der für den Offshore-Einsatz ausgelegten Vestas V164-8.0 im Januar 2014 um die bis dato leistungsstärksten Windkraftanlage. Die Nabenhöhe beträgt 135 Meter, die Gesamthöhe bis zur Blattspitze in 12-Uhr-Position 198,5 Meter. Jeweils ein Teil der Anlagen steht am Westermeerdeich und am Noordermeerdeich in räumlicher Nähe der Near-Shore-Anlagen, nur wenige Meter vom Deich entfernt.
Um den Aufbau der sehr großen Turbinen möglichst rasch abwickeln zu können, wurden zentrale Lager eingerichtet, von denen die einzelnen Standorte mit den Turm- und Turbinenkomponenten beliefert wurden. Hierfür wurden Selbstfahrer eingesetzt, die pro Fahrt bis zu 160 Tonnen transportieren können. Die erste Turbine wurde im August 2014 in Betrieb genommen, die Fertigstellung des Windparks erfolgte im Frühjahr 2017, die offizielle Eröffnung am 2. Juni 2017. Das jährliche Regelarbeitsvermögen liegt bei rund 600 GWh.

### Zuidwester
Auch im Windpark Zuidwester kommen zwölf Anlagen des Typs Enercon E-126 mit zusammen 90 MW Nennleistung zum Einsatz, die im Rahmen eines Repoweringprojektes 50 dort bereits 1987 errichtete 300-kW-Anlagen und 30 Zweiflügler mit 750 kW Nennleistung der Firma „Windmaster“ mit einer Nennleistung von insgesamt 16,5 MW ersetzen. Wie auch in den nördlichen Teilen des Windparks Noordoostpolder stehen die Anlagen direkt am Deich. Die offizielle Grundsteinlegung fand im Mai 2014 statt. Eine einzige E-126 kann ähnlich viel Strom erzeugen wie alle 50 Anlagen des ursprünglichen Windparks zusammen. Bis April 2015 wurden alle zwölf Fundamente fertig gestellt, ein Turm war zu diesem Zeitpunkt ebenfalls schon errichtet. Im November 2015 speiste die erste Anlage Strom ins Netz ein. Die vollständige Inbetriebnahme des Windparks fand im Juni 2017 statt. Betreiber ist RWE (vormals: Innogy).